# NGC 352
 NGC 352  هي مجرة حلزونية تقع في كوكبة قيطس (كوكبة). تم اكتشافها في 20 سبتمبر 1784 من قبل وليام هيرشل. ووصفه جون لويس وهو مؤلف الكتلة العامة الجديدة بأنه «خافت جدا وصغير ومتواصل بشكل غير منتظم». وأشار أيضا إلى «8 نجمات في 97 ثانية من الوقت إلى الشرق» من المجرة.

## وصلات خارجية
- NGC 352 على موقع ويكي سكاي: DSS2, SDSS, GALEX, IRAS, Hydrogen α, X-Ray, Astrophoto, Sky Map, Articles and images